# Marina Langner
Marina Langner (Düsseldorf, 1954. május 21.) egykori fotómodell és színésznő. Megnyerte a Miss Germany 1975. évi szépségversenyt, majd második lett a Miss World megmérettetésén. Pár filmszerep, köztük a Banános Joe 1982-es bemutatása után azonban így nyilatkozott: "Hihetetlenül unalmas mindig csak szép asszonyokat alakítani."
Münchenben él.

## Filmográfia
- 1975: Frauenstation
- 1978: Ensalada Baudelaire
- 1980: Ich hasse Blondinen (Odio le bionde)
- 1982: Banános Joe - Dorianne

## Fordítás
- Ez a szócikk részben vagy egészben  a   Marina Langner című német Wikipédia-szócikk fordításán alapul.  Az eredeti cikk szerkesztőit annak laptörténete sorolja fel. Ez a jelzés csupán a megfogalmazás eredetét és a szerzői jogokat jelzi, nem szolgál a cikkben szereplő információk forrásmegjelöléseként.